# Sébastien Grosjean
Sébastien Grosjean (* 29. května 1978) je bývalý profesionální francouzský tenista.
Za svou kariéru vyhrál čtyři turnaje ATP World Tour.
Celkem čtyřikrát se dokázal dostat do semifinále grandslamového turnaje: na Australian Open v roce 2001, na French Open v
roce 2001 a dvakrát ve Wimbledonu v letech 2003 a 2004. Profesionální kariéru ukončil 27. května 2010. 

## Finálové účasti na turnajích ATP World Tour (20)

### Dvouhra výhry (4)
| Legenda                                                  |
| ATP Masters Series / ATP World Tour Masters 1000 (1)     |
| ATP International Series / ATP World Tour 250 Series (3) |

| Č. | Datum            | Turnaj             | Povrch  | Soupeř ve finále    | Výsledek             |
| 1. | 25. červen 2000  | Nottingham, Anglie | tráva   | Byron Black         | 7-67, 6-3            |
| 2. | 4. listopad 2001 | Paříž, Francie     | koberec | Jevgenij Kafelnikov | 7-63, 6-1, 6-75, 6-4 |
| 3. | 27. říjen 2002   | Petrohrad, Rusko   | tvrdý   | Michail Južnyj      | 7-5, 6-4             |
| 4. | 28. říjen 2007   | Lyon, Francie      | koberec | Marc Gicquel        | 7-65, 6-4            |

### Dvouhra prohry (9)
| Legenda                                                       |
| Tennis Masters Cup / ATP World Tour Finals (1)                |
| ATP Masters Series / ATP World Tour Masters 1000 (1)          |
| ATP International Series Gold / ATP World Tour 500 Series (1) |
| ATP International Series / ATP World Tour 250 Series (6)      |

| Č. | Datum             | Turnaj                     | Povrch | Vítěz               | Výsledek           |
| 1. | 29. březen 1999   | Key Biscayne, USA          | tvrdý  | Richard Krajicek    | 4-6, 6-1, 6-2, 7-5 |
| 2. | 3. květen 1999    | Atlanta, USA               | antuka | Stefan Koubek       | 6-1, 6-2           |
| 3. | 17. říjen 2000    | Casablanca, Maroko         | antuka | Fernando Vicente    | 6-4, 4-6, 7-63     |
| 4. | 19. únor 2001     | Marseille, Francie         | tvrdý  | Jevgenij Kafelnikov | 7-65, 6-2          |
| 5. | 12. listopad 2001 | Tennis Masters Cup, Sydney | tvrdý  | Lleyton Hewitt      | 6-3, 6-3, 6-4      |
| 6. | 16. červen 2003   | Londýn, Velká Británie     | tráva  | Andy Roddick        | 6-3, 6-3           |
| 7. | 6. říjen 2003     | Tokio, Japonsko            | tvrdý  | Rainer Schüttler    | 7-65, 6-2          |
| 8. | 14. červen 2004   | Londýn, Velká Británie     | tráva  | Andy Roddick        | 7-64, 6-4          |
| 9. | 25. duben 2005    | Houston, USA               | antuka | Andy Roddick        | 6-2, 6-2           |

### Čtyřhry - výhry (5)
| Legenda                                                  |
| ATP Masters Series / ATP World Tour Masters 1000 (1)     |
| ATP International Series / ATP World Tour 250 Series (4) |

| Č. | Datum             | Turnaj             | Povrch  | Partner            | Soupeři ve finále               | Výsledek      |
| 1. | 10. duben 2000    | Casablanca, Maroko | antuka  | Arnaud Clément     | Lars Burgsmüller Andrew Painter | 7-64, 6-4     |
| 2. | 22. červenec 2002 | Los Angeles, USA   | tvrdý   | Nicolas Kiefer     | Justin Gimelstob Michaël Llodra | 6-4, 6-4      |
| 3. | 10. únor 2003     | Marseille, Francie | tvrdý   | Fabrice Santoro    | Tomáš Cibulec Pavel Vízner      | 6-1, 6-4      |
| 4. | 8. březen 2004    | Indian Wells, USA  | tvrdý   | Arnaud Clément     | Wayne Black Kevin Ullyett       | 6-3, 4-6, 7-5 |
| 5. | 22. říjen 2007    | Lyon, Francie      | koberec | Jo-Wilfried Tsonga | Łukasz Kubot Lovro Zovko        | 6-4, 6-3      |

### Čtyřhry - prohry (2)
| Legenda                                                  |
| ATP International Series / ATP World Tour 250 Series (2) |

| Č. | Datum            | Turnaj        | Povrch  | Partner        | Vítězové                       | Výsledek  |
| 1. | 14. říjen 2001   | Lyon, Francie | koberec | Arnaud Clément | Daniel Nestor Nenad Zimonjić   | 6-1, 6-2  |
| 2. | 1. listopad 2009 | Lyon, Francie | tvrdý   | Arnaud Clément | Julien Benneteau Nicolas Mahut | 6-4, 7-66 |

## Davisův pohár
Sébastien Grosjean se zúčastnil 16 zápasů v Davisově poháru  za tým Francie s bilancí 16-9 ve dvouhře a 0-1 ve čtyřhře.

## Postavení na žebříčku ATP na konci sezóny

### Dvouhra
| Rok    | 1995 | 1996  | 1997  | 1998 | 1999 | 2000 | 2001 | 2002 | 2003 | 2004 | 2005 | 2006 | 2007 | 2008  | 2009  |
| Pořadí | 855. | ▲397. | ▲141. | ▲89. | ▲26. | ▲19. | ▲6.  | ▼17. | ▲10. | ▼15. | ▼26. | ▼28. | ▼53. | ▼172. | ▼678. |

### Čtyřhra
| Rok    | 1996  | 1997  | 1998  | 1999  | 2000  | 2001  | 2002 | 2003  | 2004 | 2005  | 2006  | 2007 | 2008  | 2009  |
| Pořadí | 1146. | ▲454. | ▼533. | ▲524. | ▲133. | ▲114. | ▲93. | ▼118. | ▲69. | ▼182. | ▲155. | ▲95. | ▼258. | ▼290. |